# ألكسندر ياشفيلي
ألكسندر ياشفيلي (بالإنجليزية: Alexander Iashvili) (مواليد 23 أكتوبر 1977 في تبليسي) لاعب كرة قدم جورجي دولي يجيد اللعب في خط الهجوم . يلعب حاليا لصالح نادي كارلسروه الألماني منذ 2007 .

## روابط خارجية
- ألكسندر ياشفيلي على موقع الاتحاد الدولي (مؤرشف)  (الإنجليزية)
- ألكسندر ياشفيلي على موقع الاتحاد الأوربي (الإنجليزية)
- ألكسندر ياشفيلي على موقع قاعدة بيانات كرة القدم.إي يو (الإنجليزية)
- ألكسندر ياشفيلي على موقع بيانات كرة القدم. دي إي (الألمانية)
- ألكسندر ياشفيلي على موقع ناشيونال فوتبول تيمز (الإنجليزية)
- ألكسندر ياشفيلي على موقع Soccerway.com (الإنجليزية)
- ألكسندر ياشفيلي على موقع عالم كرة القدم.نت (الإنجليزية)